# Hüttenbusch
Hüttenbusch ist ein Ortsteil der Gemeinde Worpswede im Landkreis Osterholz in Niedersachsen.

## Geographie
Hüttenbusch liegt etwa 4,5 km nördlich des Kernortes Worpswede, etwa 3 km östlich von Teufelsmoor, etwa 8 km westlich von Hepstedt und 2 km südlich von Ostersode.

### Gewässer
Westlich des Ortes fließt die Hamme, ein Quellfluss der Lesum.

### Naturschutzgebiete
Westlich des Ortes liegen fünf Naturschutzgebiete:
- Torfkanal und Randmoore (196,6 ha)
- Moor bei Niedersandhausen (254 ha)
- Wiesen und Weiden nordöstlich des Breiten Wassers (153 ha)
- Pennigbütteler Moor (185 ha)
- Breites Wasser (203 ha)

## Geschichte
In Hüttenbusch-Vieh (Vieh = am Wasser), siedelte 1581 der Kolonist Johann Kück. danach entstanden die Orte Hüttenbusch, Hüttendorf, Heudorf, Neu-Heudorf und Fünfhausen.
1929 wurden die vier Dörfer durch Beschluss der Staatsregierung zu einer Gemeinde zusammengefasst. 1974 wurde die Gemeinde Ortsteil von Worpswede:
2021 wohnten in der Ortschaft 1738 Einwohner.

## Kultur und Sehenswürdigkeiten

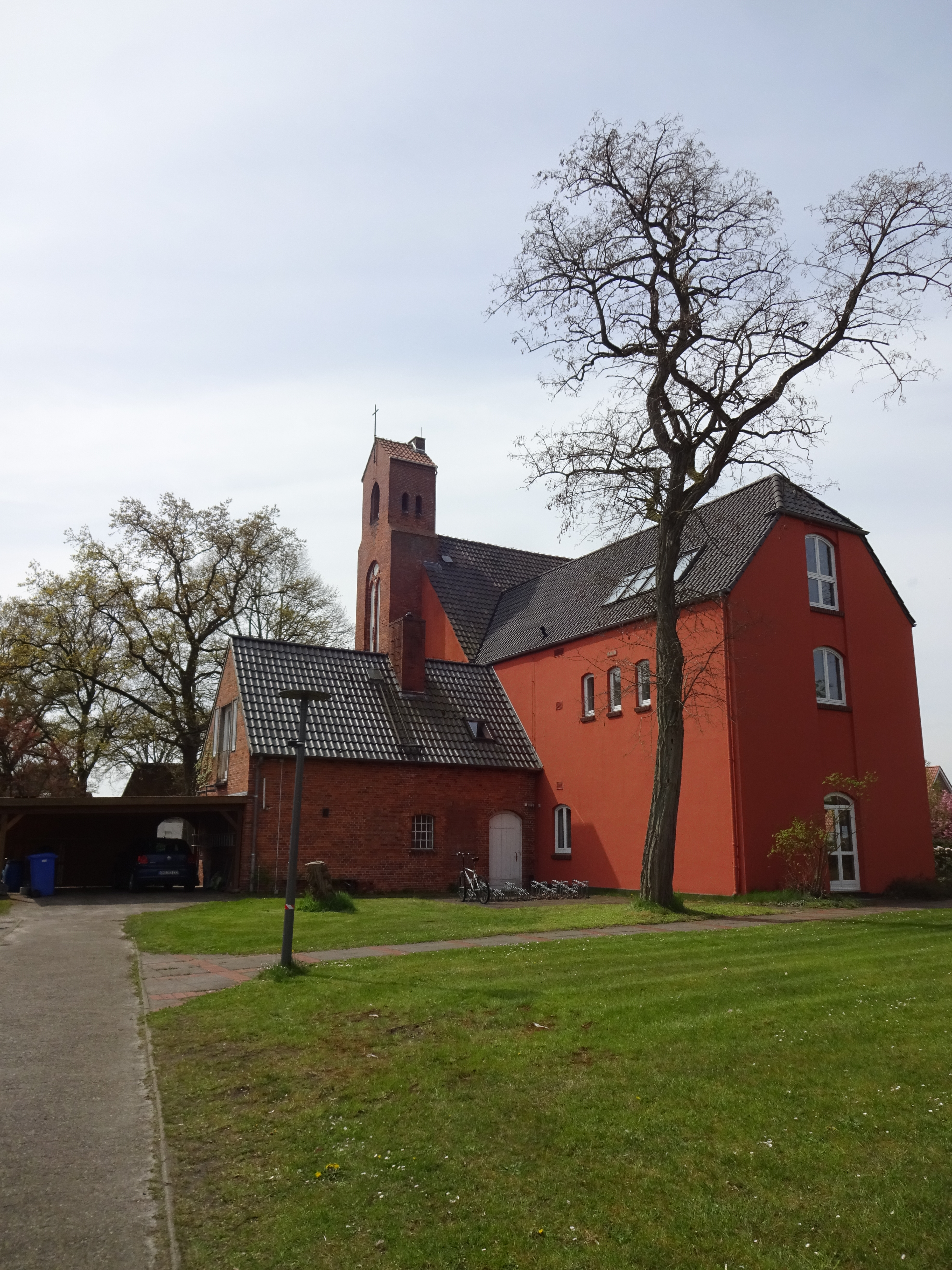
Kirche in Hüttenbusch

### Regelmäßige Veranstaltungen
In Hüttenbusch findet jährlich die „Erntewagen-Abschluss-Party“, kurz „E.W.A.P.“ statt.

## Wirtschaft und Infrastruktur

### Verkehr
Durch Hüttenbusch verläuft die Landesstraße 165. In der Nähe befinden sich ebenfalls die L153.
Der Bahnhof Hüttenbusch liegt an der Bahnstrecke Bremervörde–Osterholz-Scharmbeck. Die Züge verkehren als Moorexpress von Mai bis Oktober an Sams-, Sonn- und Feiertagen von Stade über Bremervörde, Gnarrenburg, Worpswede und Osterholz-Scharmbeck nach Bremen Hbf.

### Flugplatz
Etwa einen Kilometer nördlich von Hüttenbusch liegt der Flugplatz Hüttenbusch. Er ist ein Sonderlandeplatz mit einer Start- und Landebahn.